# Eugenia Ratti
Pour les articles homonymes, voir Ratti.
Eugenia Ratti (Gênes, 5 avril 1933 - Plaisance, 14 novembre 2020,,) est une chanteuse lyrique soprano italienne.

## Biographie
Diplômée du Conservatoire de Gênes, elle suit des cours de chant avec Tito Schipa.
Ses débuts sur scène ont lieu à La Scala de Milan où en 1954, elle tient le rôle d'Adina dans L'Élixir d’amour de Donizetti sous la direction de Carlo Maria Giulini dans une mise en scène de Franco Zeffirelli; suivi de la création de David de Darius Milhaud et de La sonnambula de Vincenzo Bellini, interprétant Lisa aux côtés de Maria Callas et Cesare Valletti dans une production de Luchino Visconti et Leonard Bernstein. En 1957, elle fut la première interprète du rôle de Constance dans Dialogues des carmélites de Francis Poulenc.
Parmi de nombreuses productions à la Scala auxquelles Ratti a participé, figurent Le Freischütz de Weber, La Sainte de Bleecker Street de Menotti, La Bohème (rôle de Musetta) de Puccini, d'abord réalisé par Leonard Bernstein et reprise en 1964 par Herbert Von Karajan dans la célèbre mise en scène de Franco Zeffirelli , Le Barbier de Séville (en alternance avec Maria Callas), Il matrimonio segreto de Cimarosa, Paillasse de Leoncavallo (aux côtés de Franco Corelli), La buona figliuola de Piccinni, Werther de Massenet (aux côtés de Giuseppe Di Stefano), Rita ou le Mari battu de Donizetti, Le Turc en Italie de Rossini (en alternance avec Maria Callas), Lady Macbeth du district de Mtsensk de Chostakovitch, Grandeur et décadence de la ville de Mahagonny de Kurt Weill, La Pierre de touche de Rossini, Mignon d'Ambroise Thomas, I quatro rusteghi de Wolf-Ferrari.
Son Oscar dans Un bal masqué de Verdi a été très apprécié, qu'elle a également chanté à la Scala de Milan aux côtés de Maria Callas et Giuseppe Di Stefano.
Au Teatro Massimo Vittorio Emanuele de Palerme, elle a interprété, entre autres titres, Maria dans La Fille du régiment de Donizetti, dirigée par Franco Zeffirelli, Nannetta dans Falstaff (avec Giuseppe Taddei et dirigée par Franco Zeffirelli) et à Naples, Olga Sukarev dans Fedora de Giordano (aux côtés de Magda Oliviero et Mario Del Monaco).
Elle a chanté le rôle d'Elvira (L'Italienne à Alger de Rossini) et de Vespina (L'Infidélité déjouée) de Haydn au Holland Festival. Au festival d'Aix-en-Provence en 1956, elle interprète Rosina dans Le Barbier de Séville. En 1957, elle a chanté le rôle d'Elizabeth dans Il matrimonio segreto au Festival d'Édimbourg. D'autres apparitions majeures à l'étranger incluent des prestations à l'Opéra de Paris, Munich, l'Opéra national de Vienne, le Festival de Glyndebourne (dans L'Élixir d’amour, Falstaff et Capriccio de Richard Strauss).
Aux États-Unis, elle chante à Dallas en 1958 en remplacement de Maria Callas dans Le Barbier de Séville et à San Francisco en 1959, elle se produit dans La Bohème, Les Noces de Figaro (Susanna) et Le Barbier de Séville.
Après avoir quitté la scène, elle a longtemps été professeur de chant au Conservatoire de Plaisance, ville où elle est morte le 16 novembre 2020 à l'âge de 87 ans.

## Discographie partielle
- Bellini : La sonnambula - Maria Callas/Coro e Orchestra del Teatro alla Scala/Walter Legge/Antonino Votto, EMI
- Scarlatti : La Griselda - Mirella Freni/Pierre Mollet/Eugenia Ratti/Heinz Rehfuss/Hannoversche Solistenvereinigung/Sinfonieorchester Hannover des NDR/Bruno Maderna, Archipel
- Verdi : Falstaff (1955) - Daniel McCoshan/Eugenia Ratti/Dermot Troy/Walter Monachesi/Royal Philharmonic Orchestra/Fernanda Cadoni/Anna Maria Rovere/Kevin Miller/Carlo Maria Giulini/Glyndebourne Chorus/Marco Stefanoni/Oralia *Domínguez/Fernando Corena, ICA
- Verdi: Un ballo in Maschera - Maria Callas / Giuseppe Di Stefano / TIto Gobbi / Antonino Votto / Teatro alla Scala, EMI/Warner
- Verdi: Un Ballo in Maschera (live recording) - Maria Callas / Giuseppe Di Stefano, Ettore Bastianini / Gianandrea Gavazzeni
- Verdi Un Ballo in Maschera - Integrale Live - Giuseppe di Stefano, Antonietta Stella, Ettore Bastianini, Adriana Lazzarini, Eugenia Ratti Teatro dell'opera di Roma 1959
- Verdi: Un Ballo in Maschera - Brouwenstijn, Zampieri, Colombo, Delorie, Ratti; Molinari-Pradelli. Netherlands, 1958
- Verdi: Aida - Renata Tebaldi/Carlo Bergonzi/Giulietta Simionato/Herbert von Karajan, Decca
- Poulenc : Dialogues des Carmelites (World Premiere - In Italian) - Zeani, Frazzoni, Gencer, Pederzini, Ratti; Sanzogno. La Scala, 1957
- Rossini: Il turco in Italia / Oliviero De Fabritiis Selim - Nicola Rossi-Lemeni / Donna Fiorilla - Eugenia Ratti / Don Narciso - Agostino Lazzari / Zaida - Jolanda Gardino / Don Geronio - Melchiorre Luise / Il poeta Prosdocimo - Mariano Stabile / Albazar - Renato Ercolani / Compact Disc - GDS 21043
- Cimarosa : Il Matrimonio Segreto / Nino Sanzogno / Carlo Badioli, Eugenia Ratti, Graziella Sciutti, Ebe Stignani, Luigi Alva, Franco Calabrese EMI

## Sources
- (it) Cet article est partiellement ou en totalité issu de l’article de Wikipédia en italien intitulé « Eugenia Ratti » (voir la liste des auteurs).